# Jacaraci
Jacaraci là một đô thị thuộc bang Bahia, Brasil. Đô thị này có diện tích 1241,918 km², dân số năm 2007 là 14674 người, mật độ 11,82 người/km².